# Інтернет-магазин
Інтернет-магазин (англ. Internet shop, англ. Online shop) — місце в інтернеті, де відбувається прямий продаж товарів споживачеві (юридичній або фізичній особі), враховуючи доставку. При цьому розміщення споживацької інформації, замовлення товару і угода відбуваються там само, всередині мережі (на сайті інтернет-магазину).
Електрóнний магази́н  (е-магазин, e-shop) — сайт, з якого можна вибрати та замовити потрібний товар чи послугу. Інтернет-магазин перш за все передбачає грошові розрахунки на відміну від сайтів, які надають послуги безкоштовно. Для безпечного використання сайту передбачені надійні протоколи — https, та інші системи безпеки.

## Історія
У 1990 році Тім Бернерс-Лі створив перший вебсервер і браузер. Він був відкритий для комерційного використання в 1991 році. У 1994 році відбулися інші досягнення, наприклад, онлайн-банкінг та відкриття інтернет-магазину піци «Pizza Hut». У тому ж році Netscape представила SSL-шифрування даних, переданих в мережі, яке стало необхідним для безпеки інтернет-магазинів. Крім того, в 1994 році німецька компанія Intershop представила свою першу систему інтернет-магазинів. У 1995 році Amazon запустила свій інтернет-магазин, а в 1996 році з'явився eBay.

## Елементи інтернет-магазину
Важливі елементи інтернет-магазину — оновлення наявного асортименту (продукти/товари та їх кількість), можливість додавати товари до «кошику», вхід для зареєстрованих користувачів. У деяких випадках можна використовувати систему оплати через інтернет (електронні гроші), у простішому випадку оплата відбувається звичайними грішми через банк на рахунок, роздрукований з сайту. Оплата через інтернет передбачає необхідність створення кількох облікових записів (принаймні двох), але у деяких випадках системи оплати можуть бути пов'язаними з магазином.
Для того, щоб інтернет-магазин видавав інформацію залежно від запитів, надавав можливості пошуку тощо — на сервер встановлюється підтримка скриптів (наприклад PHP, Perl). У більш комплексному варіанті, програма інтернет-магазину — це система управління вмістом сайту, яка вже має підтримку скриптів, надає можливість в он-лайновому режимі (головним чином через інтернет) і в межах наявного асортименту виконувати купівлю потрібних товарів.

## Ресурси створення інтернет-магазину
Серед найпопулярніших CMS електронної комерції — Magento, OpenCart, osCommerce, VirtueMart, UMI.CMS, PHPShopCMS, eCommerce та Ubercart для Drupal, а також VirtueMart для Joomla.
Для інтеграції описів товарів у базу даних інтернет-магазину використовуються безкоштовні ресурси — Google Base та Open ICEcat. Серед комерційних каталогів популярні Etilize та Cnet.